# Les Cluses
Les Cluses ([ləs'kluzəs] o [lə'kluzə]) és una comuna de la comarca del Vallespir, a la Catalunya del Nord.
És a l'Albera, i, com el nom indica, és un pas estret i fortificat entre el Vallespir i l'Alt Empordà, per on passava la via Domitia. Les fortificacions foren assetjades per Vamba durant la Revolta de Paulus. Aquest rei va vèncer les forces rebels, capturant el dux Ranosild i el garding Hildigis o Eldigis, que dirigien la defensa, al costat d'altres nobles gots.

## Etimologia
Durant la dominació romana es va denominar Clausurae. El terme prové del verb llatí cludere (tancar), el participi femení del qual és clusa, en la forma femenina. En la seva evolució, dona closa en català central, i clusa, en la pronunciació rossellonesa (i vallespirenca), que era la denominació primigènia d'aquest poble.
Per cacografia, la Clusa va passar al francès com a L'Écluse (la resclosa), i no es va canviar el nom fins al 1984; aprofitant el fet que el vilatge actualment és format per la Clusa d'Amunt, o de Dalt, i la Clusa d'Avall, o de Baix, el Consell d'Estat francès accedí al canvi en plural del terme etimològic clusa, oimés que no muda la pronunciació en francès [le'klüz], i a més tant en català com en francès s'escriu Les Cluses.

## Geografia

Situació de la comuna de les Cluses en el Vallespir

### Localització i característiques generals del terme
El terme de les Cluses, de 89.100 hectàrees d'extensió, és quasi a l'extrem est de la comarca del Vallespir, a l'extrem de ponent de la Serra de l'Albera. Consta de tres nuclis de població: la Clusa d'Amunt, la Clusa del Mig, la Clusa d'Avall i les modernes urbanitzacions del Cortal d'en Calcina i el Mas d'en Forcada. A més, hi ha l'hàbitat desaparegut de Terrades, o el Vilar de Terrades, i l'església de Sant Pere de Laner. Hi havia hagut també la de Sant Pere de Sureda, ara desapareguda.
El terme de les Cluses és pràcticament la vall de la Roma, tancada (d'on el nom) de la Clusa del Mig cap amunt, és a dir, cap al sud-est, i oberta en una plana que, comparativament, és ampla, de la Clusa del Mig cap avall (nord-oest). El pas més estret és on a ponent hi ha el Castell dels Moros i a llevant el poble de la Clusa d'Amunt, amb l'església de Santa Maria o Sant Nazari: fou l'escenari de la batalla de les Cluses.
Termes municipals limítrofs:
|                      |           | Montesquiu d'Albera |
| Morellàs i les Illes |           | L'Albera            |
|                      | El Pertús |                     |

### La Clusa d'Amunt, o de Dalt

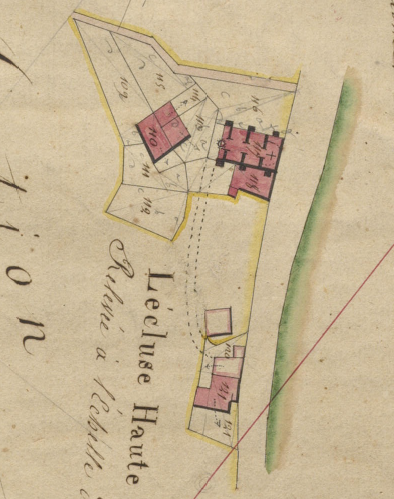
La Clusa d'Amunt en el Cadastre napoleònic del 1812 (Arxius Departamentals dels Pirineus Orientals, ADPO)

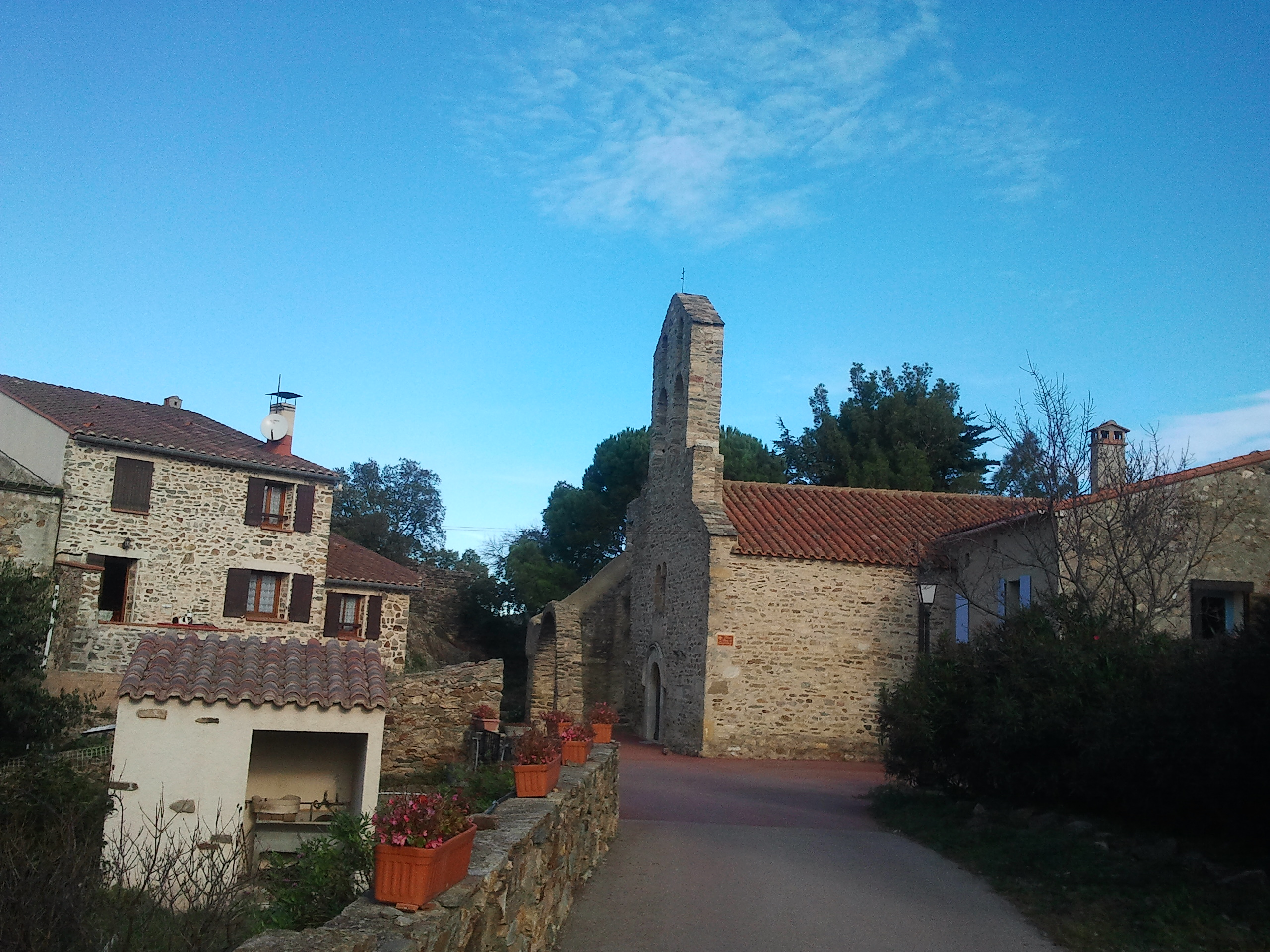
La Clusa d'Amunt

La Clusa d'Amunt, antigament la Clusa, senzillament, és el poble primigeni del terme de les Cluses. Era l'únic nucli agrupat i hi havia la parròquia del terme, Santa Maria de la Clusa, o Sant Nazari, a més del Castell de la Clusa. Està situat pràcticament en el centre del terme comunal, en un lloc enlairat respecte de la vall de la Roma, on són els altres dos nuclis de les Cluses, la del Mig i la d'Avall.

### La Clusa del Mig

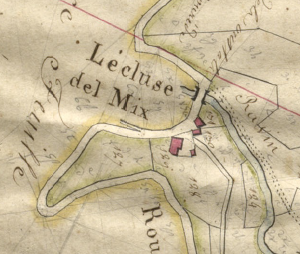
La Clusa del Mig en el Cadastre napoleònic del 1812 (ADPO)

El modern nucli de la Clusa del Mig està situat a prop i al nord-oest del centre de la comuna, enmig dels altres dos nuclis, la Clusa d'Amunt i la Clusa d'Avall, al peu de la carretera D - 900. A la Clusa del Mig hi ha la Casa del Comú de les Cluses. El lloc ja consta en el Cadastre napoleònic del 1812.

### La Clusa d'Avall, o de Baix

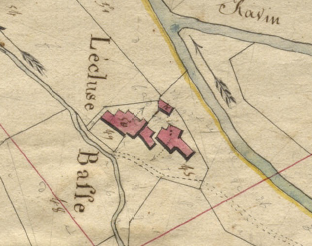
La Clusa d'Avall en el Cadastre napoleònic del 1812 (ADPO)

La Clusa d'Avall, el més modern dels nuclis de les Cluses (llevat de les dues urbanitacions), està situat al nord del terme comunal, a l'esquerra de la Roma i dessota de la carretera D - 900, que passa pel nord del poble. A la Clusa d'Avall hi havia hagut l'església de Sant Pere de Sureda.

### El Cortal d'en Calcina
Situada a prop i al nord-oest de la Clusa d'Avall, el Cortal d'en Calcina és una moderna urbanització residencial. Es va generar al lloc on hi havia el Cortal d'en Calcina.

### El Mas d'en Forcada
El Mas d'en Forcada és una moderna urbanització residencial que ha suposat el darrer increment de la comuna de les Cluses. Està situat a l'extrem nord-oest del terme, prop de dos altres nuclis: la Clusa d'Avall i el Cortal d'en Calcina. Aquesta urbanització té continuïtat dins del terme de Morellàs i les Illes en la de la Falgosa.

### Sant Pere de Laner

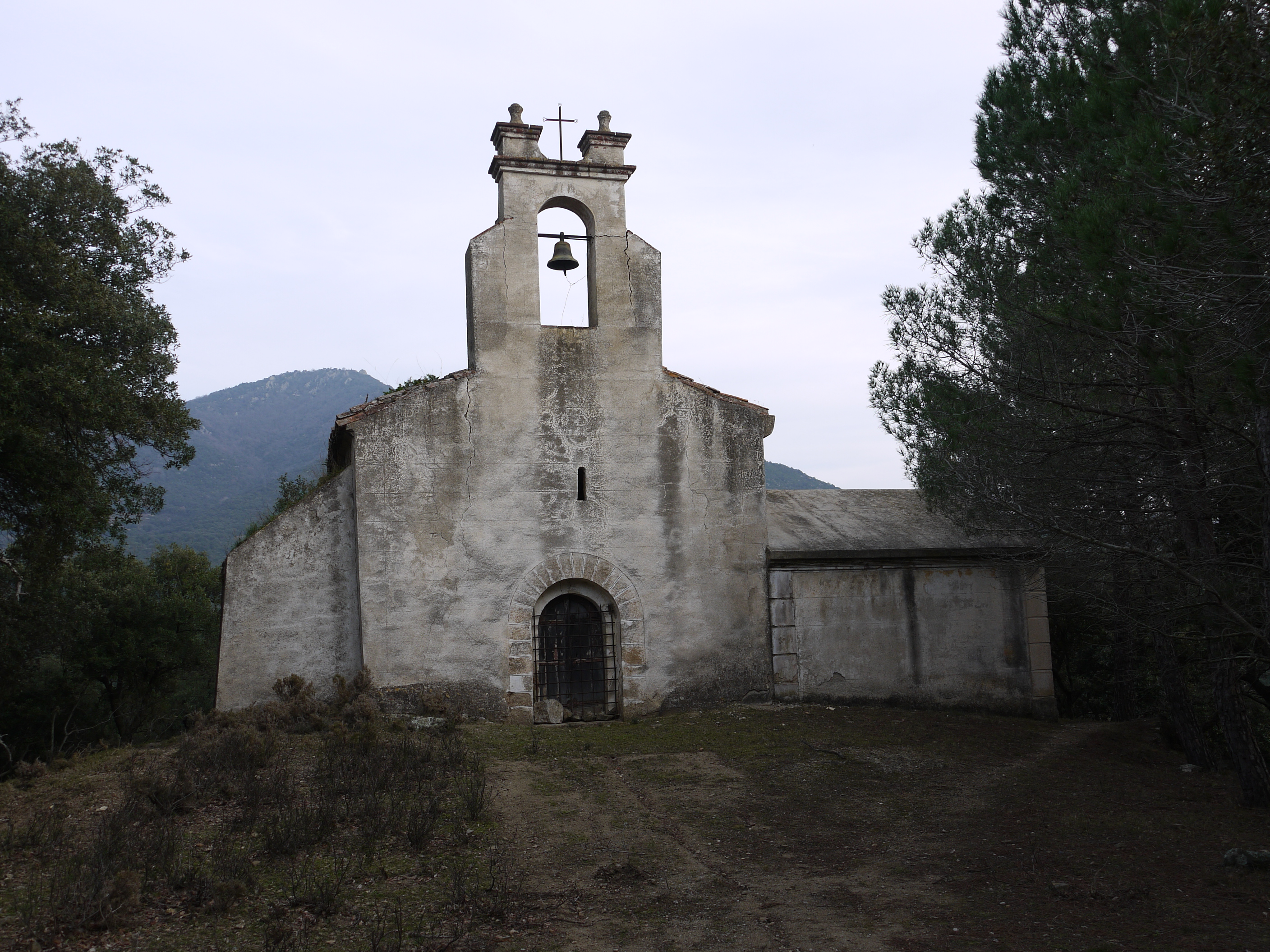
L'església de Sant Pere de laner

L'església de Sant Pere de Laner està situada al nord del terme, en els contraforts sud-orientals del Puig de l'Estella, a prop del Mas d'en Calcina.

### Terrades, o el Vilar de Terrades i Sant Pere de Sureda, o de la Sureda
Es tracta de dos llocs documentats (el segon era una església), que no se sap exactament on eren, però sí que consten com a parròquia de les Cluses. Sant Pere de Sureda era en els entorns de l'actual veïnat de la Clusa d'Avall, o de Baix.

### Els masos del terme
Les construccions isolades del terme de les Cluses són Canors, ara en ruïnes, el Mas d'en Bardes, el Mas d'en Cairol, el Mas d'en Calcina, el Mas d'en Forcada, o d'en Peirot, el Mas d'en Mallol, el Mas d'en Teulera, el Mas Vell, el Molí. D'altra banda, hi ha el Dolmen de Canors, o de Sant Pere de Laner, i les ruïnes del Castell de la Clusa, amb dos nuclis: el de la Clusa d'Amunt i l'anomenat Castell dels Moros.

### Hidrografia
La Roma és l'eix vertebrador del terme comunal de les Cluses. Travessa el terme en diagonal del sud-est fins al nord-oest; a part, les Cluses consta de quatre valls, afluents de la Roma, dues procedents del nord (dreta del riu) i dues més del sud (esquerra). Al nord es troba la vall del Còrrec d'en Teulera, que aporta el Còrrec dels Pocs (la petita vall de més al sud dels afluents per la dreta de la Roma), amb el Rec de la Pava, el del Forn, o dels Assolanells, els dos del Solà de la Pedra Blanca i el de la Pedra Blanca i, ja en el curs principal del Còrrec d'en Teulera, els còrrecs de la Rajoleria, de l'Esquerrà, de la Balma, del Mas Anglada, els dos del Bac de la Pedra Blanca, el de la Pandorga i el dels Noguerers. La segona vall de la riba dreta de la Roma és la del Rec d'en Barba, que duu les aportacions del Rec d'en Mallol, amb els recs dels Noguerers (dos amb el mateix nom), del Bac dels Noguerers, del Coll dels Noguerers, del Mas d'en Teulera, de Tocabens, del Comú, de la Coma, del Coll del Pare, del Solà del Mas de la Ruscla, del Bac del Mas de la Ruscla, de Coll de Lis, de Canors, del Puig de l'Estella, del Mas d'en Calcina, de Sant Pere, del Molí, del Solà del Mas d'en Mallol, de les Navarretes, abans de les Neverrotes, i del Botinyà. Fora d'aquests sistemes de torrents hi ha a l'extrem sud-est, al termenal amb el Pertús, el Rec del Camp de les Forques, i al nord, dos torrents directament afluents de la Roma: el Rec de la Garriga i el del Conilló.
D'altra banda, per l'esquerra la Roma rep l'aportació, a l'extrem meridional, al límit del terme amb el Pertús, del Rec del Freixe, amb el de les Palleres i el del Solà del Bosc d'en Flors; més al nord-oest el Còrrec de la Coma Boquera, amb els còrrecs dels Avellaners, de la Font dels Avellaners i d'en Paraire, o Rec de la Font d'en Flors, el Rec del Turonell, el de la Figuera Esquerdada i el de l'Om. A la part més ponentina del terme hi ha la vall del Còrrec del Noguer, que hi aporta també el Rec de la Font del Comanador, el d'en Vinyes, abans, d'en Viguer, el del Moro, abans del Matxo, i el del Llorer. Ja del tot al nord-oest, i afluint directament a la Roma, hi ha el Còrrec del Trull, amb el del Trill. S'ha conservat el nom del Còrrec de les Alzines, però es desconeix quin és, exactament.
Les Cluses és ric en fonts: Font de Canors, Font de la Clusa del Mig, Font de la Penya, Font de l'Aram, Font dels Avellaners, Font del Mas d'en Calcina, Font del Mas d'en Mallol, Font del Mas d'en Teulera, Font del Rec de Noguerers, Font d'en Coime, Font d'en Flors, a més del Pou del Mas d'en Forcada.

### Orografia
Alguns dels topònims de les Cluses indiquen formes de relleu, com ara colls: Coll de Dellà i Coll de Lluja; comes: Coma Boquera (nom antic); Puigs: Puig de les Saleres, Puig del Gorb, Puig del Trill (més el vessant meridional, que no el cim, del Puig de l'Estella).

### El terme comunal

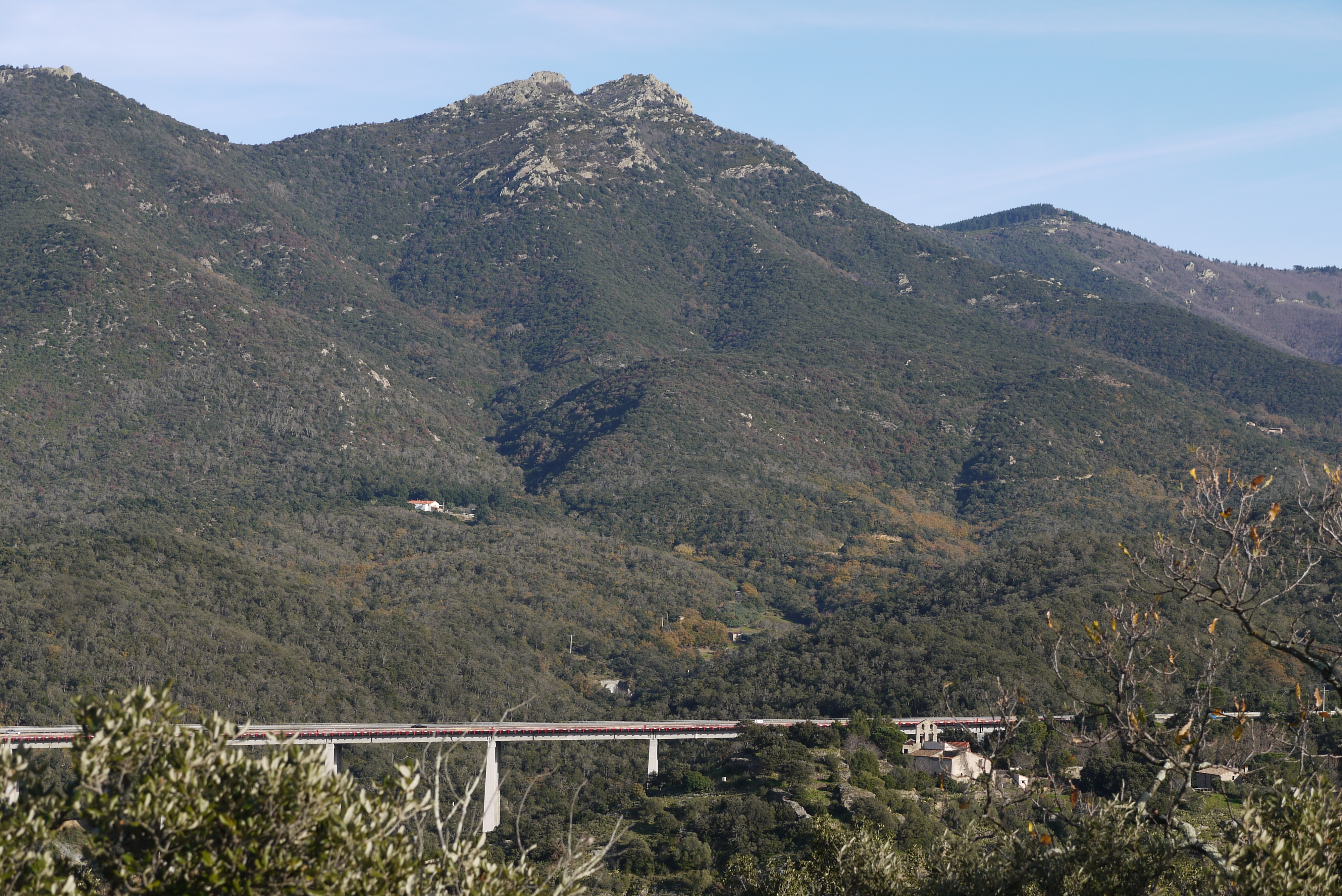
Sector nord-oriental del terme de les Cluses, i part del de l'Albera; al fons, el Puig de Sant Cristau i a baix a la dreta, la Clusa d'Amunt

Les partides i indrets específics del terme de les Cluses són el Bosc d'en Flors, el Camp de les Forques, el Camp Llebrer (nom antic, en desús), Canors, o Mas d'en Calcina, el Cortal d'en Calcina, la Drecera, la Font de la Penya, la Font d'en Flors, la Font d'en Roca, Malzac, el Mas de la Ruscla, el Mas d'en Bardes, el Mas d'en Forcada, el Mas d'en Mallol, el Mas d'en Teulera, el Mas Vell, el Molí, Muntanya de Lis, Noguerers, la Pedra Blanca (dos llocs diferents amb el mateix nom), la Pedra Dreta, Perdigueres, Puig del Trull, Puig del Turonell, la Ribalta (nom antic, en desús), Roc Colom, el Trill, el Trull i Vall Ventosa (nom antic).
Alguns topònims indiquen espais termenals: dos pilons sota del Puig de l'Estella, Piló del Puig del Rec de Sant Pere, Piló del Coll del Rec de Sant Pere, Piló del Bosc d'en Flors, Piló del Camp d'en Brossa, Piló del Conilló, Piló del Puig de les Saleres, Piló del Puig de l'Estella, Piló del Turonell, Piló del Trill, Piló del Trull, Piló d'en Grau, la Termenera i la Termenera Blanca, o la Pedra Blanca.

## Transport

### Vies de comunicació antigues
Travessava el terme de les Cluses la Via Domícia, que enllaçava Hispània amb Roma. El seu traçat procedia del terme del Pertús, des d'on entrava per Prat Massot i seguia el traçat de la Roma per la riba esquerra, de manera que anava a passar ran de la Roma als peus del Castell dels Moros, que formava part del Castell de la Clusa. En aquell loc hi havia la Porta de la Clusa, o de les Cluses, una torre - porxo que feia de control de la Via Domícia. Com que l'indret és fàcilment submergible a causa de les avingudes de la Roma, es va obrir uns 50 metres al nord-oest de la Porta de les Cluses un traçat alternatiu de la via que anava a cercar una cornisa superior per on transcorre una altra via que arriba a assolir els 4,70 metres, que salva el punt més problemàtic de la vall de la Roma per a la Via Domícia. Alhora, existia també una via de cresta, que resseguia les elevacions de la dreta de la Roma, allà on es troba el poble de la Clusa d'Amunt.
En època moderna, tal com es reflecteix en el Cadastre napoléonien, del 1810, la ruta principal, anomenada Gran Ruta de Perpinyà, travessava el terme de les Cluses sense resseguir el fons de la vall de la Roma, sinó enlairant-se, procedent del poble del Pertús travessant la Roma a prop i a l'oest d'on ara hi ha la depuradora. Llavors anava a buscar, aproximadament, el traçat de la carretera D - 71b actual, passava per la Clusa Alta, s'adreçava a la Clusa del Mig on travessava el Còrrec de la Teulera pel Pont dels Hostals, es desviava cap al nord sense travessar mai la Roma (més aviat allunyant-se'n), travessava el Rec d'en Barba pel Pont del Mallol i, pràcticament damunt de l'actual traçat de la carretera, travessava el Rec del Conilló pel pont d'aquest mateix nom i sortia cap a Sant Martí de Fenollar just al nord del Mas d'en Forcada. En el tram des de la Clusa del Mig seguia aproximadament el traçat vell de l'actual carretera D - 900 (el Pont del Mallol encara existeix, tot i que modernitzat, en un dels revolts anul·lats de la carretera general actual, a prop i a sota de l'autopista, que passa aquí enlairada).

### Carreteres

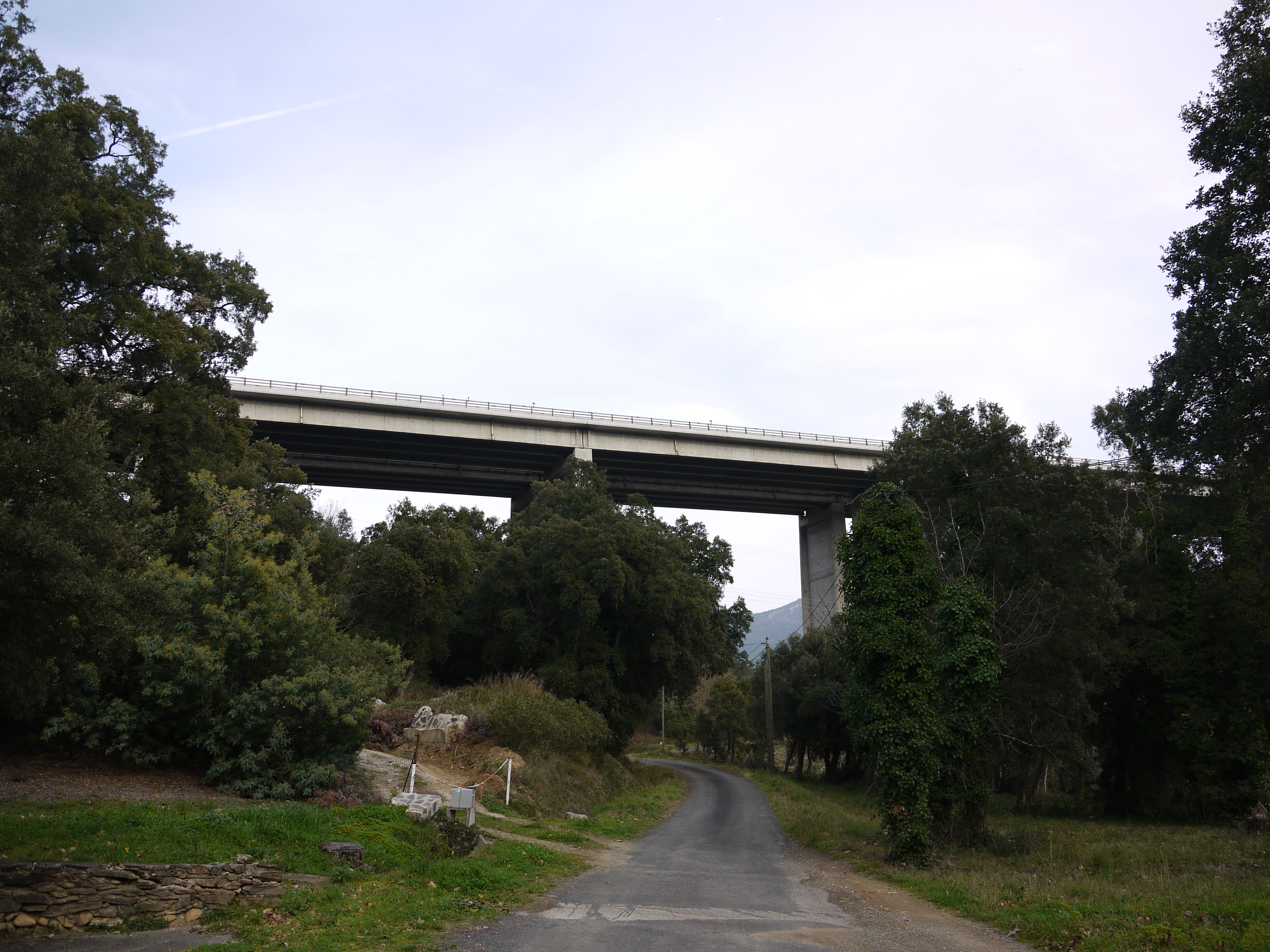
El Viaducte de Roma de l'autopista la Catalana

Les carreteres que solquen el terme comunal de les Cluses són només tres: l'A9 (Aurenja - el Pertús), anomenada la Catalana, que enllaça cap al sud amb l'autopista catalana A-7. D'altra banda, la D900 (Salses - el Pertús, que té també continuïtat cap a l'interior de la Catalunya del sud per la carretera N-II. Finalment, la carretera D71b (D900, a les Cluses - D71, al Pertús), carretera també amb molts revolts, puja al poble de la Clusa d'Amunt i va a buscar la carretera del Pertús a l'Albera.

### Ferrocarril
Tot i que la línia de ferrocarril del TGV travessa el terme de les Cluses, no hi té cap estació, atès que el traçat és íntegrament dins del túnel de les Alberes. La més propera és Perpinyà.

### Transport col·lectiu per carretera
Les Cluses compta amb transport en autobús gràcies a la línia 301 de Le bus à 1 €, servei departamental. Aquesta línia relliga Perpinyà, el Voló, les Cluses i el Pertús en un trajecte, des de les Cluses, de 10 minuts fins al Pertús, cap al sud, també 10 fins al Voló i una hora i 35 minuts fins a Perpinyà, cap al nord. L'autobús circula quatre vegades al dia en cada direcció, de dilluns a dissabte; diumenge i festius, sense servei.

### Els camins del terme
Travessen el terme de les Cluses tot de camins que comuniquen amb els pobles dels entorns: Camí de Ceret al Pertús, Camí del Pertús, Camí de Morellàs, Camí de Morellàs a Bellaguarda, Camí de Montesquiu al Pertús, Camí de Sant Cristau, Ruta del Pertús, abans Camí Ral, Ruta del Voló, a més de l'autopista la Catalana. D'altres camins són interns del terme de les Cluses: Camí del Camp de les Forques, Camí del Bosc d'en Flors, Camí de la Pedra Blanca, Camí del Coll de Rialguer, Camí del Mas Anglada, Camí del Mas de Rossinyol, Camí de Prat Massot, la Drecera, Pista forestal de la Pedra Dreta, Pista forestal del Coll dels Noguerers i Pista forestal del Puig de l'Estella.

## Activitats econòmiques
Antigament, l'economia de les Cluses es basava en l'explotació del bosc, principalment de les alzines sureres. Els boscos clusencs (Bosc d'en Fluns, Coll dels Noguerers...) proporcionaven matèria primera abundant als obradors surers de Morellàs i de Ceret, principalment. Actualment només hi ha 57 hectàrees dedicades a l'agricultura, amb només cinc explotacions. Hi predomina la vinya, i hi ha una mica d'arbres fruiters, sobretot cirerers, una hectàrea d'hortalisses. En canvi, hi ha 45 hectàrees de prats i farratges. La ramaderia és escassa, i limitada a una trentena de cabres i bocs. Una part de la població és dedicada al turisme, estès al llarg de la carretera general, clarament en retrocés des de la construcció de l'autopista i les limitacions a l'aturada dels vehicles de trànsit. És important la funció residencial: s'hi han fet diverses urbanitzacions en espais abans boscosos, i bona part de la població és la característica d'un poble - dormitori.

## Història

### Edat Antiga

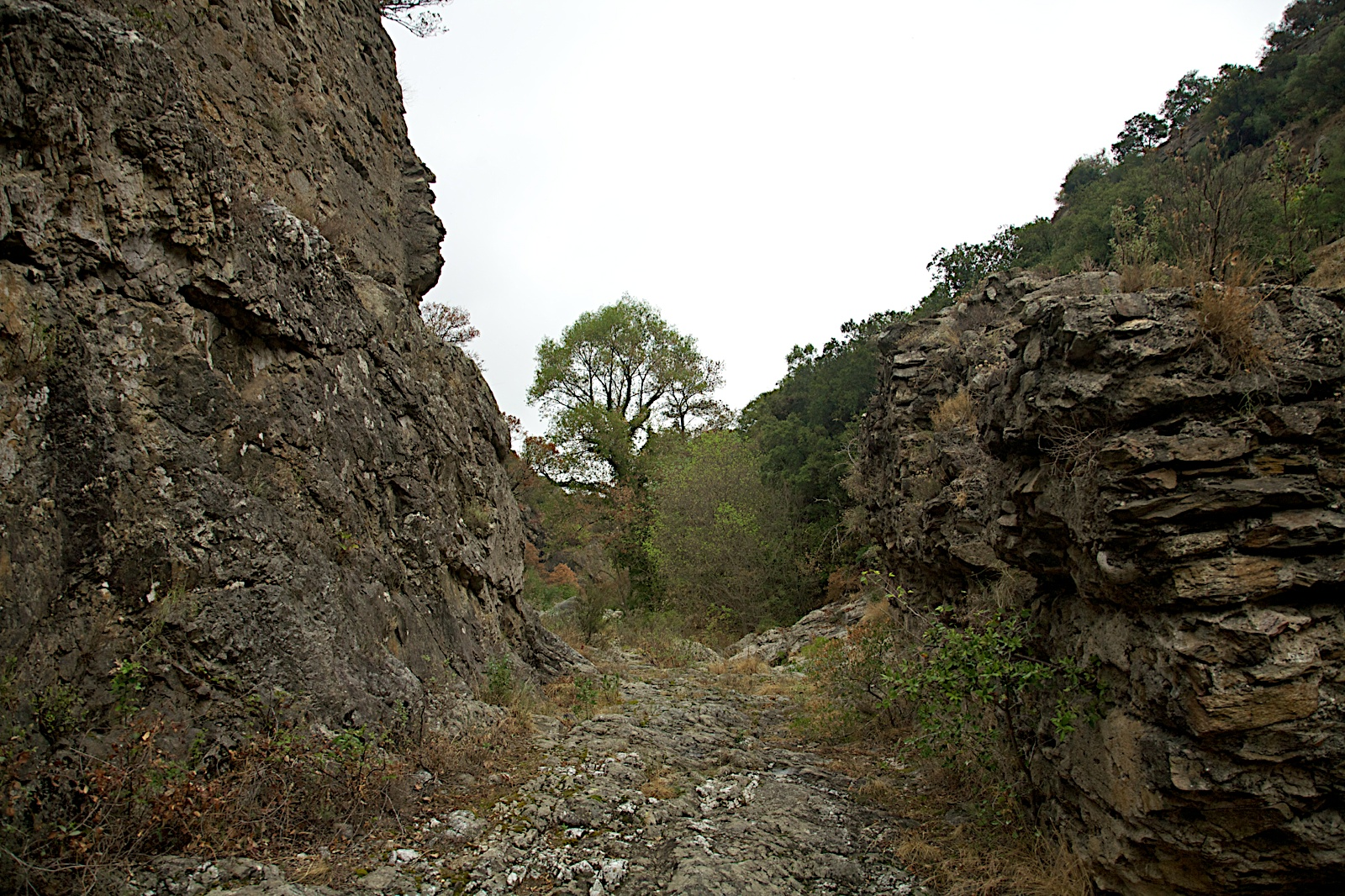
La Via Domícia en el seu pas per les Cluses

Les Cluses ha ofert nombroses mostres de l'antiguitat, pràcticament totes relacionades amb el pas de la Via Domícia. Les mateixes restes de trams de la via, tallats en trinxeres a la roca esquistosa, amb roderes del pas de carruatges ben marcades, són ja una mostra de l'activitat humana a l'antigor. A més, han aparegut en les diferents excavacions dutes a terme a la vall de la Roma altres restes: un miliari sense epigrafia, un ossari de l'antiguitat tardana, trobat a l'església parroquial de Santa Maria, o Sant Nazari, etc.

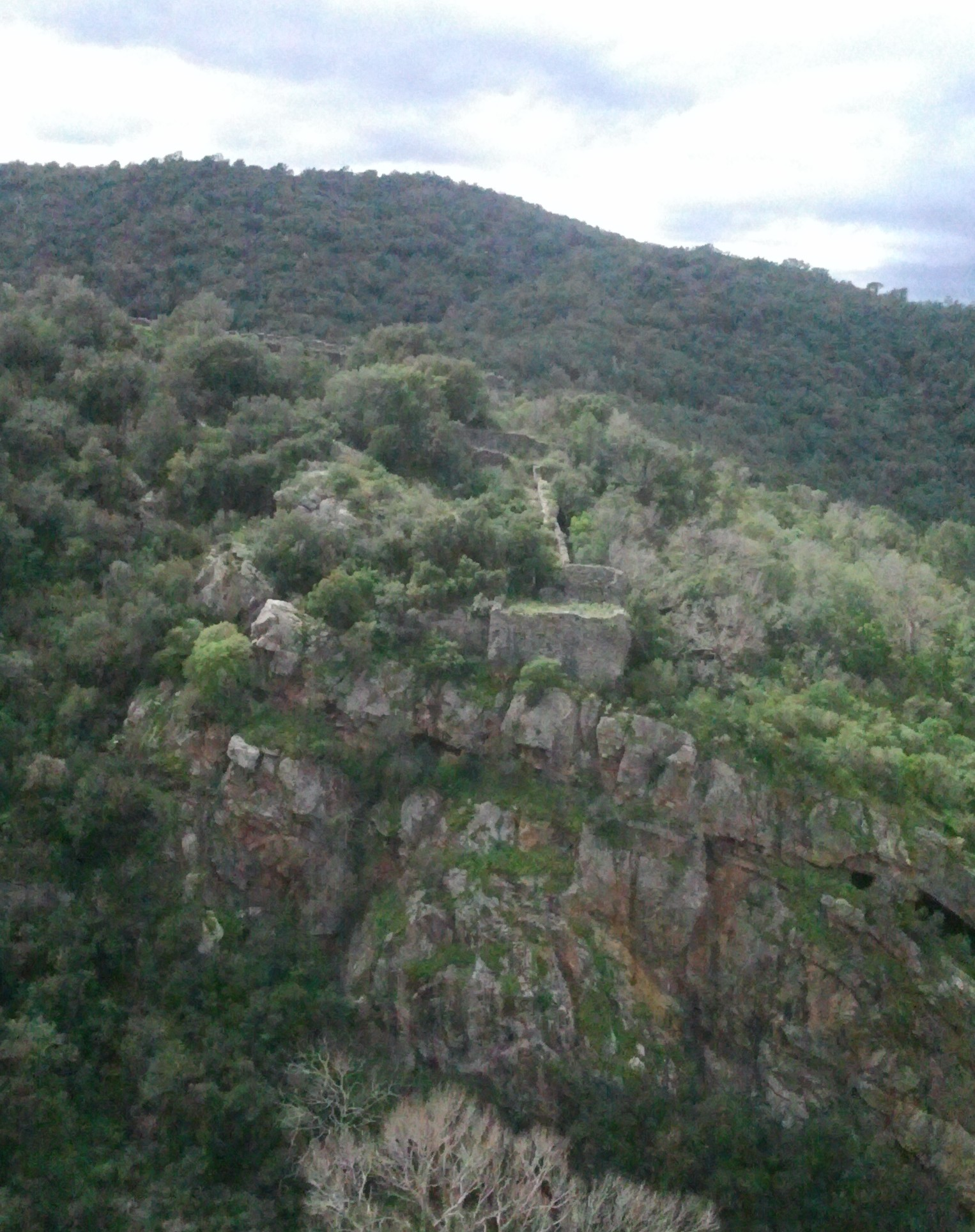
El Castell dels Moros, a l'esquerra de la Roma

Les dues meitats del Castell de la Clusa presenten també restes romanes, damunt de les quals es troben els elements altmedievals d'aquelles fortificacions; la mateixa església parroquial fou alçada amb carreus del castell romà i medieval i conserva diversos carreus sens dubte d'origen romà. Hi ha també restes de les muralles i de murs interiors, cisternes i, en el cas del Castell dels Moros, fragments sencers de la muralla romana. De la Porta de la Clusa, també en queda l'arrencada dels dos muntants de la porta. Amb un gruix de murs de 2 metres, assolia una alçària de 3,70 i deixava uns 3 metres per al pas del camí. Les hipòtesis llançades pels historiadors expliquen que es devia tractar d'un portorum, un peatge, en la nostra terminologia. A més, en les diferents excavacions dutes a terme en el lloc s'han localitzat nombroses restes de mobiliari, principalment ceràmica i vidre, la major part del qual es pot datar en el segle V de la nostra era, cosa que coincideix amb els enfrontaments en el lloc entre els visigots i els romans.

### Edat mitjana

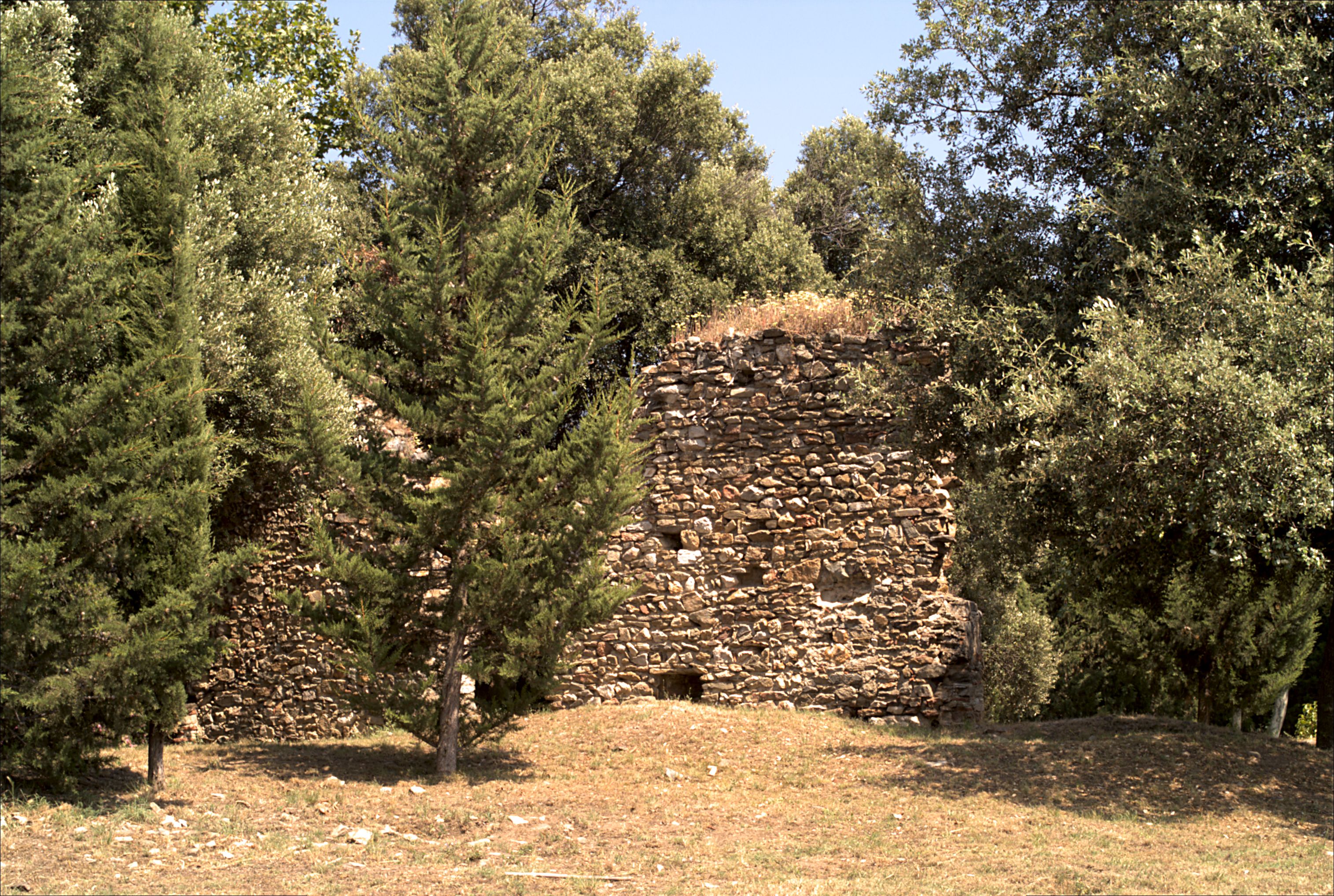
Castell medieval, a la Clusa d'Amunt

Els fets del combat de la Clusa entre romans i visigots suposen, precisament, el pas de l'antiguitat tardana a l'alta edat mitjana. Fou una expedició del rei visigot Vamba, el 672, qui s'adreçà a la Septimània qui topà amb les dues fortificacions romanes del castrum Clausuras, citat per Julià de Toledo i s'hi lliurà un combat que demostra la fortalesa de les defenses romanes: una torre fortificada al mig del camí, defensada a banda i banda per dues fortes guarnicions.
A partir del 1021 està documentada una família cognominada Cluses: Guillem de ipsas Clusas, executor testamentari del comte de Besalú Bernat Tallaferro. Aquesta nissaga encara apareix el 1198, amb els cavallers Bernat i Ponç de la Clusa, el 1238, amb Berenguer de la Clusa. Després el senyoriu passa als Campmany, als Creixell i després als d'Oms. Els comtes de Besalú apareixen molt lligats a les Cluses, ja que entre 1085 i 1111 la Clusa apareix a la llista de possessions dels de Besalú.

### Edat Moderna
Fins al 1670 en foren senyors els d'Oms. Fou venuda aquest darrer any a Francesc Puig i Terrats, que a penes en gaudí quatre anys: el 1674 era confiscada per Lluís XIV de França i cedida a Alexandre del Viver, els descendents del qual la mantingueren fins a la Revolució Francesa.

## Demografia

### Demografia antiga
La població està expressada en nombre de focs (f) o d'habitants (h)
| 1365 | 1378 | 1470 | 1515 | 1553 | 1643 | 1709 | 1720 | 1730 | 1755 | 1767  | 1774 | 1789 |
| 19 f | 25 f | 5 f  | 8 f  | 7 f  | 11 f | 14 f | 22 f | 25 f | 31 f | 112 h | 25 f | 20 f |

### Demografia contemporània
| Evolució de la població |      |      |      |      |      |      |      |      |
| 1793                    | 1800 | 1806 | 1821 | 1831 | 1836 | 1841 | 1846 | 1851 |
| 130                     | 121  | 100  | 155  | 263  | 345  | 397  | 244  | 129  |

| 1856 | 1861 | 1866 | 1872 | 1876 | 1881 | 1886 | 1891 | 1896 |
| ---- | ---- | ---- | ---- | ---- | ---- | ---- | ---- | ---- |
| 147  | 114  | 101  | 105  | 98   | 111  | 107  | 142  | 99   |

| 1901 | 1906 | 1911 | 1921 | 1926 | 1931 | 1936 | 1946 | 1954 |
| ---- | ---- | ---- | ---- | ---- | ---- | ---- | ---- | ---- |
| 101  | 93   | 82   | 83   | 71   | 70   | 59   | 54   | 52   |

| 1962 | 1968 | 1975 | 1982 | 1990 | 1999 | 2008 | 2013 | 2014 |
| ---- | ---- | ---- | ---- | ---- | ---- | ---- | ---- | ---- |
| 49   | 67   | 115  | 148  | 165  | 219  | 246  | 259  | 261  |

Fonts: Ldh/EHESS/Cassini fins al 1999, després INSEE a partir deL 2004

### Evolució de la població

Població 1962-2008

## Administració i política

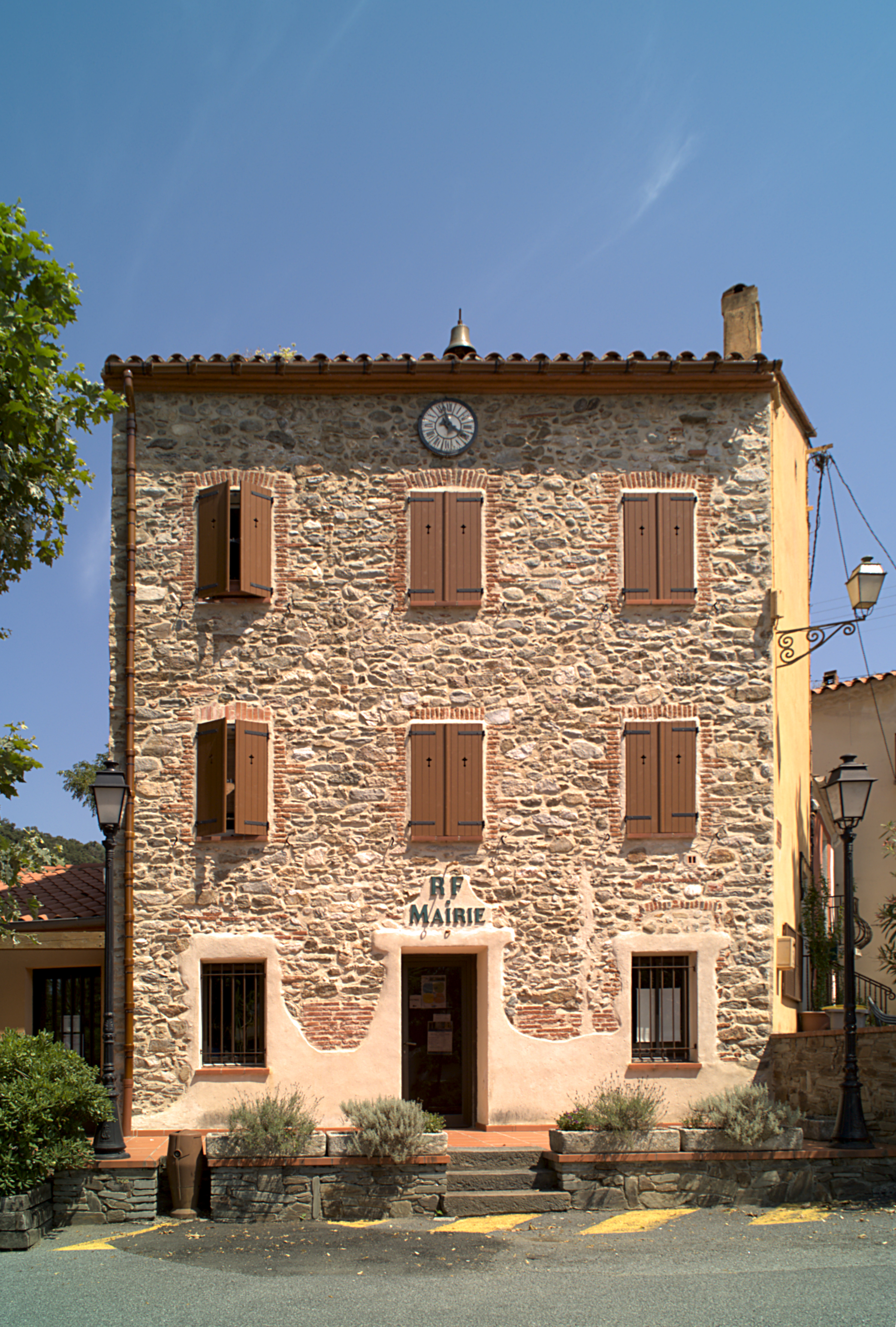
La Casa del Comú de les Cluses

### Batlles
Llista d'alcaldes
| Alcalde              | Període                                           |
| -------------------- | ------------------------------------------------- |
| Bonaventure Noguères | 1801 - 1807                                       |
| Martin Vinyes        | 1807 - 31 d'agost del 1815                        |
| Jouque               | 31 d'agost del 1815 - 21 de setembre del 1815     |
| Martin Vinyes        | 21 de setembre del 1815 - 12 de juny del 1816     |
| Joseph Vinyes        | 12 de juny del 1816 - 7 novembre del 1831         |
| Joseph Goutelle      | 7 de novembre del 1831 - agost del 1852           |
| Joseph Marill        | Agost del 1852 - 23 de novembre del 1865          |
| Joseph Calcine       | 23 de Novembre del 1865 - 29 de novembre del 1891 |
| Louis Prats          | 29 de novembre del 1891 - 17 de maig del 1896     |
| Joseph Marill        | 17 de maig del 1896 - 17 de maig del 1908         |
| Pierre Cardonne      | 17 de maig del 1908 - 19 de maig del 1912         |
| Pallade Garrigue     | 19 de maig del 1912 - 10 de desembre del 1919     |
| Louis Prats          | 10 de desembre del 1919 - 12 de novembre del 1922 |
| Dominique Cardonne   | 1944 - octubre del 1947                           |
| Nazaire Taulère      | 17 de maig del 1925 - maig del 1935               |
| Joseph Pailles       | Maig del 1935 - 1944                              |
| Dominique Cardonne   | 1944 - octubre del 1947                           |
| Henry Ginestet       | 26 d'octubre del 1947 - 22 de març del 1959       |
| Joseph Sola          | 22 de març del 1959 - 1982                        |
| Jacques Puignau      | 1982 - març del 2001                              |
| Alexandre Puignau    | Març del 2001 - Moment actual                     |

### Legislatura 2014 - 2020

#### Batlle
- Alexandre Puignau.

#### Adjunts al batlle[15]
- 1a: .

#### Consellers municipals
- Jean Alves
- Sonia Aubert
- François Boffy
- Marie-Carmen Finkelstein
- Denis Fourny
- Sébastien Gouriou
- Vincent Lopez
- Sandrine Martin
- Laurent Meyrueix
- Nicolas Noguera.

### Adscripció cantonal

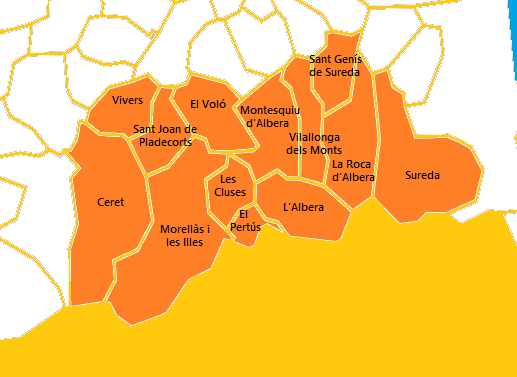
Mapa del Cantó de Vallespir - Albera

A les eleccions cantonals del 2015 les Cluses ha estat inclòs en el cantó denominat Vallespir - Albera, amb capitalitat a la vila de Ceret, amb els pobles de l'Albera, les Cluses, Montesquiu d'Albera, Morellàs i les Illes, el Portús, la Roca d'Albera, Sant Genís de Fontanes, Sant Joan Pla de Corts, Sureda, Vilallonga dels Monts, el Voló i Vivers. Hi han estat escollits com a consellers departamentals Martine Rolland, del Partit Socialista, vicepresident del Consell departamental, i Robert Garrabé, també del Partit Socialista, batlle de Sant Joan de Pladecorts i vicepresident del Consell departamental.

## Ensenyament i Cultura
El 2017 no hi ha escola a les Cluses, ni pública ni privada. Les més properes són al Pertús, a Morellàs i al Voló, pobles que en molts aspectes cobreixen les mancances d'un terme tan petit i d'hàbitat dispers com el de l'Albera.

## Llocs d'interès
- Santa Maria, o Sant Nazari, de la Clusa, església parroquial d'origen romànic
- Restes de fortificacions del Castell de la Clusa, d'origen romà i posterior.